# Русаново (Новохопёрский район)
Руса́ново — село в Новохопёрском районе Воронежской области России.
Входит в состав городского поселения Новохопёрск.

## История
До ноября 2011 года село являлось административным центром упразднённого Русановского сельского поселения.

## Население
| 1859 | 1897  | 2010 |
| ---- | ----- | ---- |
| 1000 | ↗1818 | ↘444 |

## Улицы
- ул. Верхняя,
- ул. Нижняя.

## Достопримечательности
В селе находится Успенский храм (Церковь Успения Богородицы), построенный в 1864 году.